# Cytinus malagasicus
Cytinus malagasicus är en tvåhjärtbladig växtart som beskrevs av Jumelle och Perrier. Cytinus malagasicus ingår i släktet Cytinus och familjen Cytinaceae. Inga underarter finns listade i Catalogue of Life.